# Desulfurococcales
Desulfurococcales (лат.) — порядок архей из типа кренархеот (Crenarchaeota).

## Классификация
На июнь 2017 года в порядок включают следующие семейства и роды:
- Семейство Desulfurococcaceae Zillig and Stetter 1983 emend. Burggraf et al. 1997
  - Род Aeropyrum Sako et al. 1996
  - Род Desulfurococcus Zillig and Stetter 1983 emend. Perevalova et al. 2005
  - Род Ignicoccus Huber et al. 2000
  - Род Ignisphaera Niederberger et al. 2006
  - Род Staphylothermus Stetter and Fiala 1986
  - Род Stetteria Jochimsen et al. 1998
  - Род Sulfophobococcus Hensel et al. 1997
  - Род Thermodiscus Stetter 2003
  - Род Thermogladius (ex Osburn and Amend 2011) Kochetkova et al. 2016 — отсутствует в LPSN
  - Род Thermosphaera Huber et al. 1998
- Семейство Pyrodictiaceae Burggraf et al. 1997
  - Род Geogemma — отсутствует в LPSN
  - Род Hyperthermus Zillig et al. 1991
  - Род Pyrodictium Stetter et al. 1984
  - Род Pyrolobus Blöchl et al. 1999
- Роды incertae sedis
  - Род Caldococcus Aoshima et al. 1996 — отсутствует в LPSN